# Najdi.si
Najdi.si – słoweński portal internetowy oraz wyszukiwarka internetowa.
W 2007 r. serwis był najpopularniejszą witryną w słoweńskim internecie. W tymże roku został nabyty przez Telekom Slovenije.
W ciągu miesiąca portal odnotowuje ok. 2 mln wizyt. W grudniu 2020 r. był 149. stroną WWW w kraju pod względem popularności (według rankingu Alexa).